# Povestea omului
Povestea omului (în franceză Il était  une fois ...L'homme, în engleză Once Upon a Time... The Man) este un serial de animație creat și regizat de Albert Barillé. Este primul serial al francizei A fost odatǎ.... Serialul prezintă crearea omului și, de asemenea, cum a schimbat omul lumea. Destinat copiilor, el a fost conceput cu obiectivul de a învăța copiii despre om.
Serialul a fost difuzat în România pe canalul TV Da Vinci Learning.

## Participanți
- France Régions (FR3)
- Société Radio-Canada (SRC)
- Radiotelevisione italiana (RAI)
- Société suisse de radiodiffusion et télévision (SSR)
- Radio-Télévision belge de la Communauté française (RTBF)
- Belgische radio en televisie (BRT)
- Katholieke Radio Omroep  (KRO)
- Norsk rikskringkasting (NRK)
- Sveriges Radio (SR)
- Radio Televisión Española (RTVE)
- ACCESS Alberta
- Tatsunoko Production
- Westdeutscher Rundfunk

## Premii
- Soleil d'Or, cel mai bun serial pentru tineret în 1979

## Vezi și
- Povestea vieții
- A fost odată… America

## Legături externe
- Site web oficial  Arhivat în 5 noiembrie 2006, la Wayback Machine.
- Povestea omului la Internet Movie Database